# Johannes Stapenhorst
Johannes Stapenhorst (* 16. Februar 1855 in Brochterbeck im Tecklenburger Land; † 12. September 1917 in Essen) war ein deutscher Bergbauingenieur und Direktor des Steinkohlebergwerks Grube Maybach.

## Leben
Johannes Stapenhorst war der Sohn des Pfarrers Christian Friedrich Stapenhorst (1808–1886) und dessen Ehefrau Emilia Arnoldina Pagenstecher (1820–1902). Nach dem Studium der Bergbauwissenschaften trat er in den königlich-preußischen Staatsdienst.
Beim Oberbergamt Dortmund absolvierte er sein Referendariat.  
Er wurde Bergassessor und Berginspektor der Grube von der Heydt in Saarbrücken. Nach der Ernennung zum Bergrat übernahm er 1890 als Direktor der Grube Maybach die Leitung des Steinkohlebergwerks, gelegen im saarländischen Friedrichsthal. Am 12. August 1897 wurde dort der III. Schacht abgeteuft und erhielt den Namen Frieda, Name seiner Ehefrau.
Von 1899 bis 1914 war er Generaldirektor der Bergbau-Gesellschaft Neu-Essen.